# Trollz
Trollz – serial animowany opowiadający historię pięciu przyjaciółek, trollic. Dziewczyny co dzień muszą zmagać się z magią i swoimi problemami życiowymi. Akcja serialu ma miejsce w Trollzopolis, miasteczku trolli.

## Wersja polska
Opracowanie i udźwiękowienie wersji polskiej: na zlecenie ZigZap – Studio Sonica

Reżyseria: Jerzy Dominik

Dialogi polskie:
- Dariusz Dunowski
- Maciej Michalski

Dźwięk i montaż: Zdzisław Zieliński

Organizacja produkcji: Katarzyna Grochowska

Wystąpili:
- Joanna Węgrzynowska – Szafira
- Magdalena Krylik – Ametysta
- Krystyna Kozanecka – Topaza
- Agata Gawrońska – Onyksa
- Katarzyna Godlewska – Rubina
- Kajetan Lewandowski – Szymon
- Grzegorz Drojewski – Karbon
- Janusz Wituch – Pan Trollhammer
- Agnieszka Matysiak
- Dorota Lanton
- Iwona Rulewicz
- Jacek Bończyk

Teksty piosenek i kierownictwo muzyczne: Marek Krejzler

Śpiewali: Magdalena Krylik, Katarzyna Łaska i Adam Krylik

## Bohaterowie
Dziewczyny
- Rubina Trollman – uparta, czasami wredna, często najpierw mówi, potem myśli. Ma czerwone włosy ułożone w kształt gwiazdy, której końce są bardzo spiczaste, co podkreśla zadziorny charakter dziewczyny. Kocha modne, ale wygodne ciuchy. Uwielbia chwalić się swoją magią i rzucać nią to tu, to tam. Jest zakochana w Skale. Jej starożytną jest Obsydiana. Ma czerwony klejnot w kształcie gwiazdy. Jej ulubiony kolor to czerwony.
- Ametysta van der Troll – miła, koleżeńska, szczera i mądra przyjaciółka. Ma różowe, bardzo wysoko postawione włosy. Mieszka z rodzicami, psem i babcią, która jest jej starożytną. Tak jak reszta grupy, uwielbia modę. Ametysta to całkowite przeciwieństwo Rubiny. Jest opanowana, myśli, nim coś powie i ostrożnie posługuje się magią. Kocha się w Karbonie. Ma różowy klejnot w kształcie serca. Jej ulubiony kolor to różowy.
- Topaza Trollhopper – to ta zabawna w grupie. Jest głupkowata, mówi, co myśli, ale zazwyczaj bardziej tym rozśmiesza niż obraża. Ma żółte włosy, wyglądające jakby były poszarpane. Najbardziej modna z grupy, jest potomkinią Cyrkonii. Jej największą wadą jest to, że brzydzi się nieładnie wyglądających trolli. Uważa się za odlotową. Kocha się z wzajemnością w Jasperze. Ma żółty klejnot w kształcie diamentu. Jej ulubiony kolor to żółty.
- Szafira Trollzawa – jej włosy i kryształ, który ma kształt kwiatka, są koloru niebieskiego. Nosi okulary, a jej twarz zdobią piegi. Jest straszną kujonką, co ma związek z panem Trollheimerem, nauczycielem, który jest jej starożytnym. Kocha się w Alabasterze. Często jest poniżana, zaczepiana i wyśmiewana, ponieważ cheerleaderki oraz koledzy uchodzący za odlotowi nie lubią tych najmądrzejszych. Jej ulubiony kolor to niebieski.
- Onyksa von Trollenberg – najtwardsza ze wszystkich trollic. Ubiera się na czarno, a jej włosy są koloru fioletowego, wiąże je w dwa kucyki.. Ma charakterystyczny pieprzyk na twarzy. Jej kryształem jest fioletowy półksiężyc. Interesuje się wyścigami, jest zakochana, a raczej tylko zauroczona, w Krzemieniu. Jej ulubionym kolorem jest fioletowy. Spinell to jej starożytny.

Chłopcy
- Karbon Trollwell
- Skała Trollhammer
- Jasper Trollhound
- Krzemień Trollentino
- Alabaster Trollington III

Starożytni
- Spinell – to starożytny Onyksy. Spędził ponad tysiąc lat w lesie, gdzie przebywał pod władzą Szymona. Szymon zaklął go bowiem w zielonego smoka. Zmuszony był atakować swym ogniem szkołę, miasto itd. Ma charakter zupełnie jak Onyksa. Jest też mężem Cyrkonii, z czego wychodzi, że Onyksa i Topaza muszą być bardzo daleko, ale i tak, spokrewnione ze sobą.
- Cyrkonia – to starożytna Topazy, choć żółtowłosa, nie chciała się do tego na początku przyznać. Ponieważ Cyrkonia spędziła tysiąc lat pod postacią drzewa, po odczarowaniu była dość brzydka i odrażająca. Okazało się jednak, że uwielbia modę i zakupy, i jest niezwykle dowcipna. Poślubiła Spinella. Wraz z nim zamieszkała nad morzem, blisko plaży.
- Pan Trollheimer – większość postaci serialu nie wierzy, że jest on starożytnym. Główne bohaterki uważają, że jest wnukiem starożytnego lub kimś w tym rodzaju, bo, jak powiadają, jest „młody”, „przystojny” i „milutki”. Jego mądrość to znak, iż jest starożytnym Szafiry. Pochodzi jeszcze z czasów, w których mężczyźni również mogli posługiwać się magią, jak Spinell.
- Obsydiana – najmądrzejsza ze starożytnych i, jak się mogło wydawać trollom, najpotężniejsza. Sama jednak wyjaśniła, że nikt ze starożytnych nie potrafił przewyższyć Cyrkonii. Jest właścicielką sklepu z magicznymi koralikami. To starożytny Rubiny. Obsydiana, z natury opanowana i spokojna, wyprowadzona z równowagi, potrafi się wściec.
- Babcia Ametysty – to jedyna starożytna, która była z trollicami od samego początku. Mieszka bowiem ze swoją wnuczką. Ubiera się bardzo modnie, albowiem ze wszystkich starożytnych tylko ona ma codzienną styczność z teraźniejszymi zwyczajami. Często pomaga swojej wnuczce, zazwyczaj siedzi w domu. Jako starożytna jest przodkiem Ametysty.

Wrogowie
- Szymon – niewielki gremlin, niegodziwiec, główny wróg trollek. Ma dużo pomysłów na to, jak zawładnąć światem.
- Snarf – sługa złego Szymona. Snarf jest małym, czerwonym pół-psem, pół-ogrem, a kształtem przypomina królika.

## Spis odcinków
| N/o            | Polski tytuł                            | Angielski tytuł             |
| -------------- | --------------------------------------- | --------------------------- |
|                |                                         |                             |
| SERIA PIERWSZA |                                         |                             |
|                |                                         |                             |
| 01             | Przyjaciółki na całe życie              | Best Friends For Life       |
|                |                                         |                             |
| 02             | Magia pięciu i ambaras                  | Five Spells Trouble         |
|                |                                         |                             |
| 03             | Pierwszy dzień szkoły                   | First Day of School         |
|                |                                         |                             |
| 04             | Klejnot Onyksy                          | Onyx's Gem                  |
|                |                                         |                             |
| 05             | Topaz szaleje                           | Topaz Possessed             |
|                |                                         |                             |
| 06             | Klasówka                                | The Big Test                |
|                |                                         |                             |
| 07             | Trolle szybkie i wściekłe               | Troll Fast, Troll Furious   |
|                |                                         |                             |
| 08             | Wyścig                                  | The Great Race              |
|                |                                         |                             |
| 09             | Same w lesie                            | Into the Woodz              |
|                |                                         |                             |
| 10             | Zaloty                                  | The Dating Game             |
|                |                                         |                             |
| 11             | Lustereczko, lustereczko                | Mirror Mirror               |
|                |                                         |                             |
| 12             | Impreza z zasadami                      | Ruby’s Rules of Partying    |
|                |                                         |                             |
| 13             | Pradawny Klejnot                        | Forever Amber               |
|                |                                         |                             |
| 14             | Stare nie tak dobre czasy               | Not-So-Good Old Days        |
|                |                                         |                             |
| 15             | Po prostu Szymon                        | Simply Simon                |
|                |                                         |                             |
| 16             | Drzewo i smok                           | The Tree and the Dragon     |
|                |                                         |                             |
| 17             | Zjazd absolwentów                       | Homecoming                  |
|                |                                         |                             |
| 18             | Dziwny smok                             | A Dragon’s Tale             |
|                |                                         |                             |
| 19             | Szkolna wycieczka                       | School Trip                 |
|                |                                         |                             |
| 20             | Dzień, w którym magia przestała działać | The Day the Magic Died      |
|                |                                         |                             |
| 21             | Przywracanie magii                      | Bringing Back the Magic     |
|                |                                         |                             |
| 22             | Nowa koleżanka                          | New Girl in Town            |
|                |                                         |                             |
| 23             | Złe dziewczynki                         | When Good Girlz Go Bad      |
|                |                                         |                             |
| 24             | Prawdziwa przyjaźń                      | Boyz and Girlz Together     |
|                |                                         |                             |
| 25             | Gdzie są trolle?                        | Where the Trollz Are        |
|                |                                         |                             |
| 26             | Potwór z morza i tajemnica Szafiry      | Surf Monster a Go Go        |
|                |                                         |                             |
| 27             | Krakatrolla, co miewa humory            | Krakatrolla Needs Some Java |
|                |                                         |                             |